# كوليدا
كلدا (بالألمانية: Kölleda) هي بلدة ألمانية تقع في ألمانيا في تورينغن.[بحاجة لمصدر]  يقدر عدد سكانها بـ 6,389 نسمة .

## المدن التوأمة
مدينة هخهايم أم ماين ‏ هي مدينة توأمة لـكلدا.

## أعلام
- فريتز هوفمان